# Parque Village
El Parque Village o bien el Campo de la Escuela Hakupu (en inglés: Village Park; o bien Hakupu School Ground) es un estadio ubicado en Hakupu, un pueblo del territorio dependiente de Niue un estado libre asociado a Nueva Zelanda en el Océano Pacífico. Lleva el nombre de la Escuela Hakupu y tiene una capacidad de 200 espectadores aproximadamente. Es el campo del club local, Hakupu FC y del equipo con sede en Makefu, Makefu FC.